# Municipio de Virginia (Dakota del Norte)
El municipio de Virginia (en inglés: Virginia Township) es un municipio ubicado en el condado de Towner en el estado estadounidense de Dakota del Norte. En el año 2010 tenía una población de 15 habitantes y una densidad poblacional de 0,16 personas por km².

## Geografía
El municipio de Virginia se encuentra ubicado en las coordenadas 48°45′17″N 99°11′10″O / 48.75472, -99.18611. Según la Oficina del Censo de los Estados Unidos, el municipio tiene una superficie total de 92.46 km², de la cual 90,57 km² corresponden a tierra firme y (2,04 %) 1,89 km² es agua.

## Demografía
Según el censo de 2010, había 15 personas residiendo en el municipio de Virginia. La densidad de población era de 0,16 hab./km². De los 15 habitantes, el municipio de Virginia estaba compuesto por el 100 % blancos. Del total de la población el 0 % eran hispanos o latinos de cualquier raza.